# کازوهیرو تسوگا
کازوهیرو تسوگا (به ژاپنی: 津賀一宏) (زاده ۱۴ نوامبر  ۱۹۵۶) کارآفرین و مدیر ارشد اجرایی ژاپنی است، که اکنون به‌عنوان مدیر عامل اجرایی شرکت پاناسونیک فعالیت می‌نماید.